# Cadí
Un cadí (plural: cadíes) (en árabe قاضى) era un gobernante juez de los territorios musulmanes, que reparte las resoluciones judiciales en acuerdo con la ley religiosa islámica (la sharia). La palabra "cadí" significa juzgar o magistrado. De acuerdo con el derecho musulmán, los cadíes deben basar sus sentencias en la ijma, aconsejados por los ulemas.  
Si las sentencias no parecen conformes al derecho, se las somete al mufti, que pronuncia en último recurso.
Del cadí se espera el máximo ejemplo de moral y buenas costumbres, al igual que un amplio conocimiento y comprensión del derecho y del Corán. Debe dar con su conducta muestras de valor y ecuanimidad, así como firmeza en sus decisiones.  
El nombramiento de los cadíes era una prerrogativa exclusiva de los soberanos, que los nombraban al igual que a sus visires y secretarios. Su cargo revestía gran dignidad y se sabe de su importancia dentro de la sociedad andalusí. De hecho, los cadíes se convirtieron en los virtuales censores de las máximas autoridades y en el único freno con que contaba el pueblo frente a las arbitrariedades de sus gobernantes. Su poder era indiscutible, y la sencillez de costumbres, la modestia y su incorruptibilidad eran condiciones ampliamente reconocidas. Los cadíes disfrutaban de gran respeto entre la población, ya que eran los encargados de mantener el orden e impartir justicia, y el monarca pocas veces se atrevía a quebrar sus sentencias.
El cargo estaba limitado por la potestad del soberano de turno, que podía solicitar la renuncia. Era justamente ese el medio por el cual un cadí dejaba su cargo: nunca el emir o califa echaba a sus jueces, sino que eran estos quienes se apartaban de su magistratura. Tal era la condición de respetabilidad y jerarquía de un juez que pocas veces los monarcas se atrevieron a quebrantar esta norma.

## Funciones

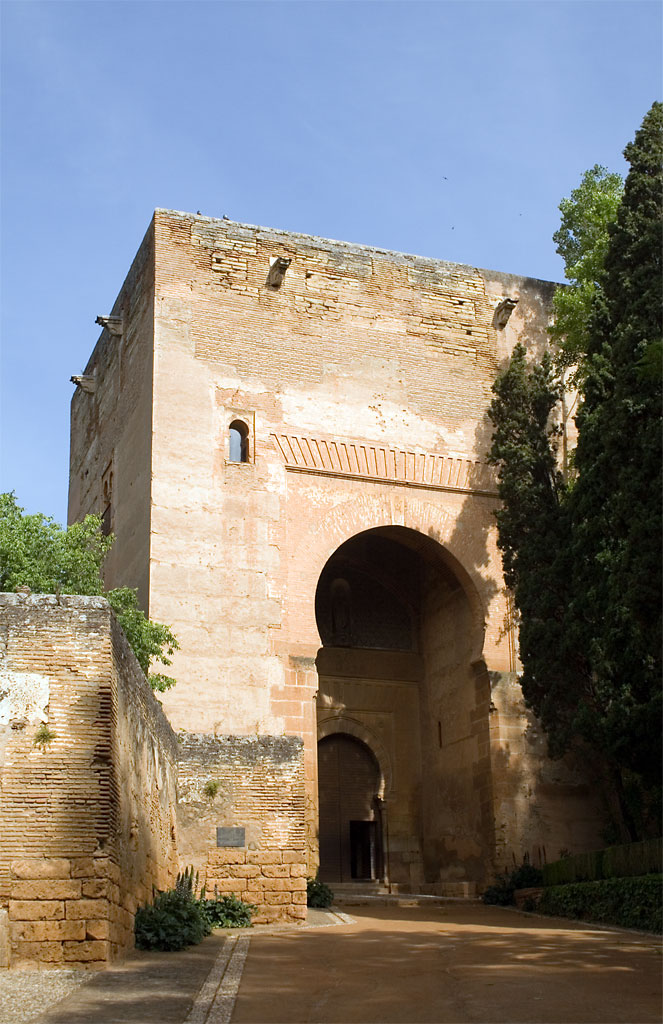
La Puerta de la Justicia de la Alhambra.

El Islam no hace distinción entre ley civil y religiosa, por lo que el cadí tenía jurisdicción sobre cualquier materia que involucrase a un musulmán. Sus sentencias se basaban en el Corán, y actuaban como juez de paz y notario, pronunciándose en materia de matrimonios, divorcios, particiones de bienes, testamentos o sucesiones y en litigios de muebles e inmuebles. Tradicionalmente, debían brindar también protección a las viudas y a los huérfanos menores, haciéndose cargo de sus bienes. Asimismo desempeñaban funciones de carácter religioso, dirigiendo las oraciones comunitarias de los viernes en la mezquita o los discursos en los funerales de personajes importantes de la comunidad. Incluso, eran los únicos miembros autorizados a realizar el ritual de comprobación de la aparición de la luna nueva, que marca el comienzo y final del ayuno en el mes del Ramadán.
El ejercicio de sus actividades judiciales era realizado en forma pública, generalmente en la mezquita, donde se instalaban en algún espacio destinado a tal fin, aunque a veces podían hacerlo por comodidad en sus casas. En la Granada nazarí, los juicios se desarrollaron en la puerta de la Alhambra, en la llamada Puerta de la Justicia.
El cadí estaba asistido por un grupo de dos o tres ulemas que le aconsejaban permanentemente por escrito y cuyos informes debía archivar. La presencia de estos hombres era obligatoria, y tenían prohibido atender temas jurídicos desde sus hogares. Solían sentarse a los lados del cadí y lo acompañaban junto a un ujier que citaba a las partes y un escribano que tomaba debida nota de lo acontecido. Los procuradores presentaban entonces las acusaciones y las defensas de los litigantes, con escritos preparados por peritos del mayor prestigio y cultura jurídica posible. Estos peritos eran otro de los componentes importantes de la Justicia Cristiana.